# Katarina Valois
Katarina Valois (Katarina Valojska) bila je engleska kraljica od 1420. do 1422. godine. Kao kći francuskog kralja Karla VI., udala se za Henrika V. Rodila mu je nasljednika Henrika VI. Katarinin brak bio je dio plana da se na kraju Henrik V. smjesti na francusko prijestolje i možda okonča ono što je danas poznato kao Stogodišnji rat, no, iako je njezin sin Henrik VI. kasnije okrunjen u Parizu, to na kraju nije uspjelo.
Nakon suprugove smrti, Katarinina kasnija veza s Owenom Tudorom dokazala je odskočnu dasku bogatstva obitelji Tudor, što je na kraju dovelo do uzdizanja njihova unuka kao Henrika VII.